# WINAQ
El partit polític WINAQ («poble» en quitxé) és una organització guatemalenca indigenista d'esquerra, fundat per la líder indígena i Premi Nobel de la Pau de 1992 Rigoberta Menchú.

## Ideologia
El Moviment Polític WINAQ està constituït des de la pluralitat i la visió dels guatemalencs i les guatemalenques. Reprèn la filosofia del «poder del poble» amb la finalitat de transformar el règim polític en una democràcia que es correspongui amb la realitat de les persones, comunitats i pobles que coexisteixen al país. El seu propòsit fonamental és transformar l'Estat i la societat des d'una perspectiva ètica, inclusiva, participativa i pluricultural, sobre la base dels drets humans i dels drets dels pobles indígenes.
WINAQ significa «ésser humà integral», és l'ésser humà complet. Defineix la dona i l'home en la dimensió més profunda i integrada. La persona és part del cosmos, de la naturalesa i de la societat, la qualitat de la qual és ser el subjecte que sent, pensa, expressa i actua. És l'expressió dels homes i dones maies, mestisses, garífunes i xinques, la missió de les quals és canviar una realitat injusta, racista, mancada d'oportunitats i perversa a una situació equitativa, garantista, sense exclusió ni marginació.

## Eleccions
En les eleccions generals de 2007 el comitè proformació de WINAQ va participar al costat del partit Encuentro por Guatemala, postulant Rigoberta Menchú com a candidata presidencial. L'aliança va obtenir el setè lloc en el recompte electoral.
En les eleccions generals de 2011, l'esquerra guatemalenca crea l'aliança denominada Frene Amplio, constituïda pels partits polítics Unitat Revolucionària Nacional Guatemalenca, Alternativa Nova Nació, WINAQ i el comitè proformació del Moviment Nova República. De forma unànime es va proclamar Rigoberta Menchú com a candidata presidencial i a Anibal García com a candidat a vicepresident, obtenint un resultat discret amb poc més del 3% dels sufragis.

## Candidats a la Presidència de Guatemala
| Any electoral | Candidat              | 1a volta      | 1a volta    | 2a volta      | 2a volta    |
| Any electoral | Candidat              | Total de vots | Percentatge | Total de vots | Percentatge |
| ------------- | --------------------- | ------------- | ----------- | ------------- | ----------- |
| 2011          | Rigoberta Menchú      | 146353        | 3,27% (6)   |               |             |
| 2015          | Miguel Ángel Sandoval | 103300        | 2,11% (11)  |               |             |
| 2019          | Manuel Villacorta     | 224718        | 5,17 (7)    |               |             |